# Love Sensuality Devotion: The Remix Collection
A Love Sensuality Devotion: The Remix Collection az Enigma remixalbuma. Egyidőben jelent meg a Love Sensuality Devotion: The Greatest Hits című válogatásalbummal. Az albumon szereplő összes remix korábban már megjelent kislemezen.
Az Egyesült Államokban az album 2006 decemberében újra megjelent.

## Számlista
1. Turn Around (Northern Lights Club Mix) (135 BPM) (Michael Cretu, Jens Gad) – 10:27
2. Age of Loneliness (Enigmatic Club Mix) (128 BPM) (Curly M.C.) – 6:14
3. Push the Limits (ATB Remix) (133 BPM) (Cretu, Gad) – 7:51
4. Gravity of Love (Judgement Day Club Mix) (140 BPM) (Cretu) – 5:59
5. Return to Innocence (380 Midnight Mix) (088 BPM) (Curly) – 5:42
6. Sadeness (Part I) (Violent U.S. Remix) (095 BPM) (Curly, F. Gregorian, David Fairstein) – 4:43
7. Principles of Lust (Everlasting Lust Mix) (095 BPM) (Curly) – 4:56
8. Mea Culpa (Fading Shades Mix) (100 BPM) (Curly, Fairstein) – 6:04
9. T.N.T. for the Brain (Midnight Man Mix) (112 BPM) (Curly) – 5:56